# Litošice

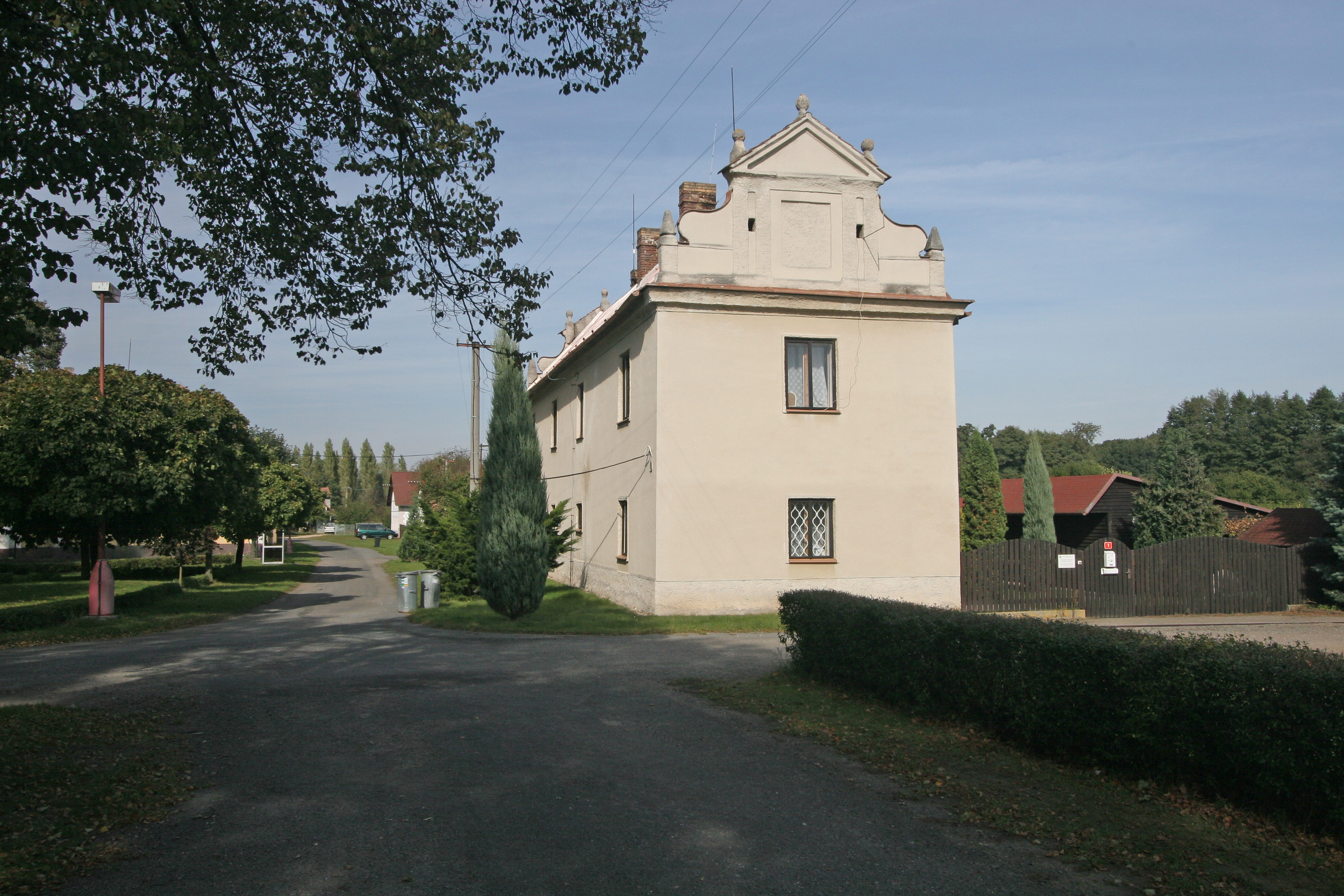
Ehemaliges Jägerhaus

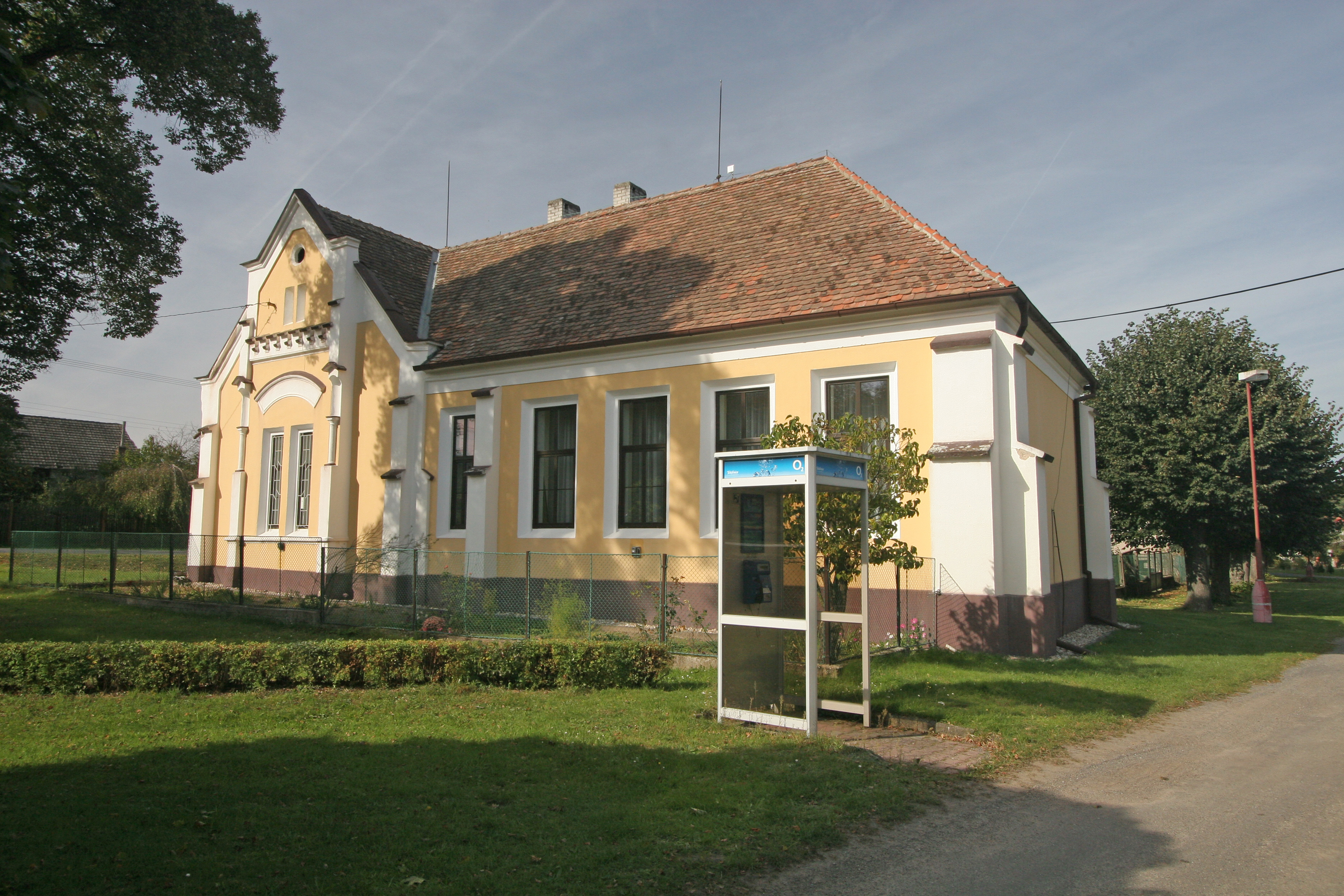
Gemeindeamt

Litošice (deutsch Litoschitz, auch Littoschitz) ist eine Gemeinde im Okres Pardubice in Tschechien. Sie liegt sieben Kilometer südlich von Přelouč.

## Geographie
Litošice befindet sich linksseitig des Baches Senický potok in der zum Eisengebirge (Železné hory) gehörigen Chvaletická hornatina (Chwaletitzer Hügelland). Am nördlichen Ortsausgang liegt der Teich Křížový rybník. Nordwestlich des Dorfes entspringt der Krasnický potok. Im Südwesten erhebt sich die Vlčí skála (Wolfsstein, 323 m n.m.), westlich die Velká Ruda (327 m n.m.).
Nachbarorte sind Krasnice, Kozašice und Jankovice im Norden, Seník, Brloh und Pelechov im Nordosten, Májovka, Lipoltice und Sovoluská Lhota im Osten, Sušírna, Sovolusky und Turkovice im Südosten, Vápenka, Semtěš und Obícka im Süden, Bílé Podolí, Pazderna, Zaříčany und Koukalka im Südwesten, Brambory, Svobodná Ves, Ovčíny, Vinice und Hajný im Westen sowie Horušice und Morašice.

## Geschichte
Das Dorf entstand im 12. Jahrhundert im Zuge der Kolonisation des Eisengebirges. Die erste schriftliche Erwähnung von Litošice
erfolgte im Jahre 1167 im Zuge der Schenkung des Dorfes an das Prämonstratenserkloster Litomyšl. Im 15. Jahrhundert erwarben die Žehušický von Nestajov das Gut Litošice und schlugen es ihrer Herrschaft Žehušice zu. Kaiser Ferdinand I. entzog Václav Žehušický wegen dessen Teilnahme am Ständeaufstand von 1546 das Lehen und verkaufte die Herrschaft an Karl von Zierotin. Im Jahre 1558 veräußerte Karl von Zierotin die Herrschaft Žehušice an Zdeněk Meziříčský von Lounice. 1661 erwarb Michael Oswald von Thun und Hohenstein die Herrschaft Žehušice von den Erben des Burian Ladislaw von Waldstein. 1671 bestimmte er die Herrschaft Žehušice zum Majorat und vererbte sie seinem Bruder Maximilian.
Im Jahre 1840 bestand das von ausgedehnten Wäldern umgebene Dorf Littoschitz bzw. Litossice aus 29 Häusern, in denen 200 Personen lebten. Im Ort gab es eine Schule und ein herrschaftliches Jägerhaus. Die westlich von Littoschitz befindlichen Wälder bildeten das Forstrevier Franziskahain (783 Joch 147 Quadratklafter), die übrigen das Forstrevier Littoschitz (1248 Joch 561 Quadratklafter). Pfarrort war Lipoltitz.
Nach der Aufhebung der Patrimonialherrschaften bildete Litošice ab 1849 mit dem Ortsteil Krasnice eine Gemeinde im Gerichtsbezirk Časlau. Ab 1868 gehörte die Gemeinde zum Bezirk Časlau. Die Wälder gehörten bis 1945 der Familie von Thun und Hohenstein. 1949 wurde Litošice dem Okres Přelouč zugeordnet. Dieser wurde im Zuge der Gebietsreform von 1960 aufgehoben, seitdem gehört die Gemeinde zum Okres Pardubice. Zwischen war 1986 und 1990 war Litošice nach Přelouč eingemeindet.

## Gemeindegliederung
Die Gemeinde Litošice besteht aus den Ortsteilen Krasnice (Krasnitz) und Litošice (Litoschitz).
Das Gemeindegebiet bildet den Katastralbezirk Litošice.

## Sehenswürdigkeiten
- ehemaliges herrschaftliches Jägerhaus, mit barocken Giebeln
- Kreuz auf dem Dorfplatz, errichtet 1876
- Dorfglocke auf dem Dorfplatz, sie stammt aus dem Jahre 1903
- ehemalige Schule, sie ist heute Sitz des Gemeindeamtes
- Brunnen Litocha, nordwestlich des Dorfes